# La Balme-de-Sillingy
La Balme-de-Sillingy település Franciaországban, Haute-Savoie megyében. Lakosainak száma 5215 fő (2022. január 1.). La Balme-de-Sillingy Choisy, Cuvat, Épagny-Metz-Tessy, Mésigny, Sillingy és Annecy községekkel határos.

## Népesség
A település népességének változása:
| Lakosok száma | 5056 | 5027 | 5172 | 5037 | 5027 | 5078 | 5119 | 5167 | 5215 |
|               | 2013 | 2015 | 2016 | 2017 | 2018 | 2019 | 2020 | 2021 | 2022 |